# Ai no Dangan
Singles de Berryz Kōbō
Heroine ni Narō ka!
(2010) Aa, Yoru ga Akeru
(2011)
Ai no Dangan (愛の弾丸) est le 26e single du groupe de J-pop Berryz Kōbō.

## Présentation
Le single, écrit, composé et produit par Tsunku, sort le 8 juin 2011 au Japon sur le label Piccolo Town ; initialement prévue pour le 4 mai, sa sortie a été repoussée d'un mois.
Il se classe 11e à l'Oricon. Il sort également dans trois éditions limitées avec des pochettes différentes, notées "A" et "B" avec chacune en supplément un DVD différent, et "C" sans DVD. Le single sort aussi au format "single V" (DVD) deux semaines après. La chanson-titre figurera d'abord sur la compilation de fin d'année du Hello! Project Petit Best 12, puis sur l'album du groupe Ai no Album 8 qui sort en février 2012.

## Formation
Membres créditées sur le single :
- Saki Shimizu
- Momoko Tsugunaga
- Chinami Tokunaga
- Māsa Sudō
- Miyabi Natsuyaki
- Yurina Kumai
- Risako Sugaya

## Liste des titres
Single CD
1. Ai no Dangan (愛の弾丸?)
2. Omoide (思い出?)
3. Ai no Dangan (Instrumental) (愛の弾丸...?)

DVD de l'édition limitée "A"
1. Ai no Dangan (Dance Shot Ver.) (愛の弾丸...?)

DVD de l'édition limitée "B"
1. Ai no Dangan (Close Up Ver.) (愛の弾丸...?)

Single V
1. Ai no Dangan (愛の弾丸?)
2. Ai no Dangan (Another Dance Shot Ver.) (愛の弾丸...?)
3. Making Eizô (メイキング映像?) (making of)